# Bruno d'Agostino
Bruno d'Agostino (Napoli, 23 aprile 1936) è un archeologo ed etruscologo italiano.

## Biografia
Nato a Napoli nel 1936, è stato professore di Etruscologia presso l'Istituto Universitario Orientale di Napoli, soprintendente ai Beni culturali e Directeur d'études associé presso l'École des hautes études en sciences sociales (EHESS) di Parigi.
Nel 1968 ha partecipato alla fondazione della Rivista "Dialoghi di Archeologia" diretta da Ranuccio Bianchi Bandinelli. Nel novembre 2000, è stato vincitore per l’Archeologia del premio “Antonio Feltrinelli” dell’Accademia Nazionale dei Lincei.
È membro corrispondente dell'Istituto Archeologico Germanico, della Società Archeologica di Atene, e membro ordinario dell'Istituto Nazionale di Studi Etruschi ed Italici di Firenze, e dal 1997 al 2002 ha fatto parte del consiglio direttivo dello stesso istituto.

## Opere
- Tombe principesche dell'orientalizzante antico da Pontecagnano, 1977
- (con Luca Cerchiai), Il mare, la morte, l'amore. Gli Etruschi, i Greci e l'immagine, 1999
- Gli Etruschi, 2003
- Cuma: le fortificazioni, 2005
- Alba della città, alba delle immagini, 2008
- (con Michel Bats) Euboica: L'Eubea e la presenza euboica in Calcidica e in Occidente, 2015
- (con Patrizia Gastaldi) Pontecagnano: Dizionario della cultura materiale. La Prima età del Ferro. III. 1, 2016
- (con Luca Cerchiai), Il leone sogna la preda. Iconografia e immaginari tra Greci ed Etruschi, 2021